# Бетенхаузен
Бетенхаузен (њем. Bethenhausen) општина је у њемачкој савезној држави Тирингија. Једно је од 61 општинског средишта округа Грајц. Према процјени из 2010. у општини је живјело 260 становника. Посједује регионалну шифру (AGS) 16076006.

## Географски и демографски подаци
Бетенхаузен се налази у савезној држави Тирингија у округу Грајц. Општина се налази на надморској висини од 255-292 метра. Површина општине износи 3,1 km².

## Становништво
У самом мјесту је, према процјени из 2010. године, живјело 260 становника. Просјечна густина становништва износи 84 становника/km².